# Palais Ciccarelli di Cesavolpe
Le palais Ciccarelli di Cesavolpe est un palais monumental de Naples situé sur la Piazza Santa Maria degli Angeli à Pizzofalcone, dans le quartier San Ferdinando.

## Histoire
En 1575, il appartenait aux princes de Melfi Doria del Carretto et passa ensuite en héritage, à la mort de Zanobia Del Carretto Doria, au mari de cette dernière, Giovanni Andrea Doria, qui en 1595 le vendit aux Théatins.
Le bâtiment est devenu la propriété de Don Pietro Castellet, régent du Vicariat, qui a fait réaliser d'importants travaux pour l'arrivée du cardinal Zapata, qui y a été hébergé avant de déménager dans le palais situé sur l'actuelle Piazza Trieste e Trento.
Par la suite, Luigi Castellet, fils de Don Pietro, vendit les deux propriétés au nouveau régent du Vicariat, Don Diego Bernardo Zufia, en 1642. À sa mort, la propriété fut partagée entre ses filles, Giuseppa et Isabella.
Au milieu du [IXe siècle, le marquis de Cesavolpe, Don Francesco Ciccarelli, acheta les deux palais à la famille et les embellit, l'architecte Cesare Cardona en faisant une résidence de grand luxe, considéré comme l'un des plus beaux bâtiments de la ville.
Aujourd'hui, il abrite des appartements privés, mais aussi le siège de la municipalité 1 de Naples.

## Galerie

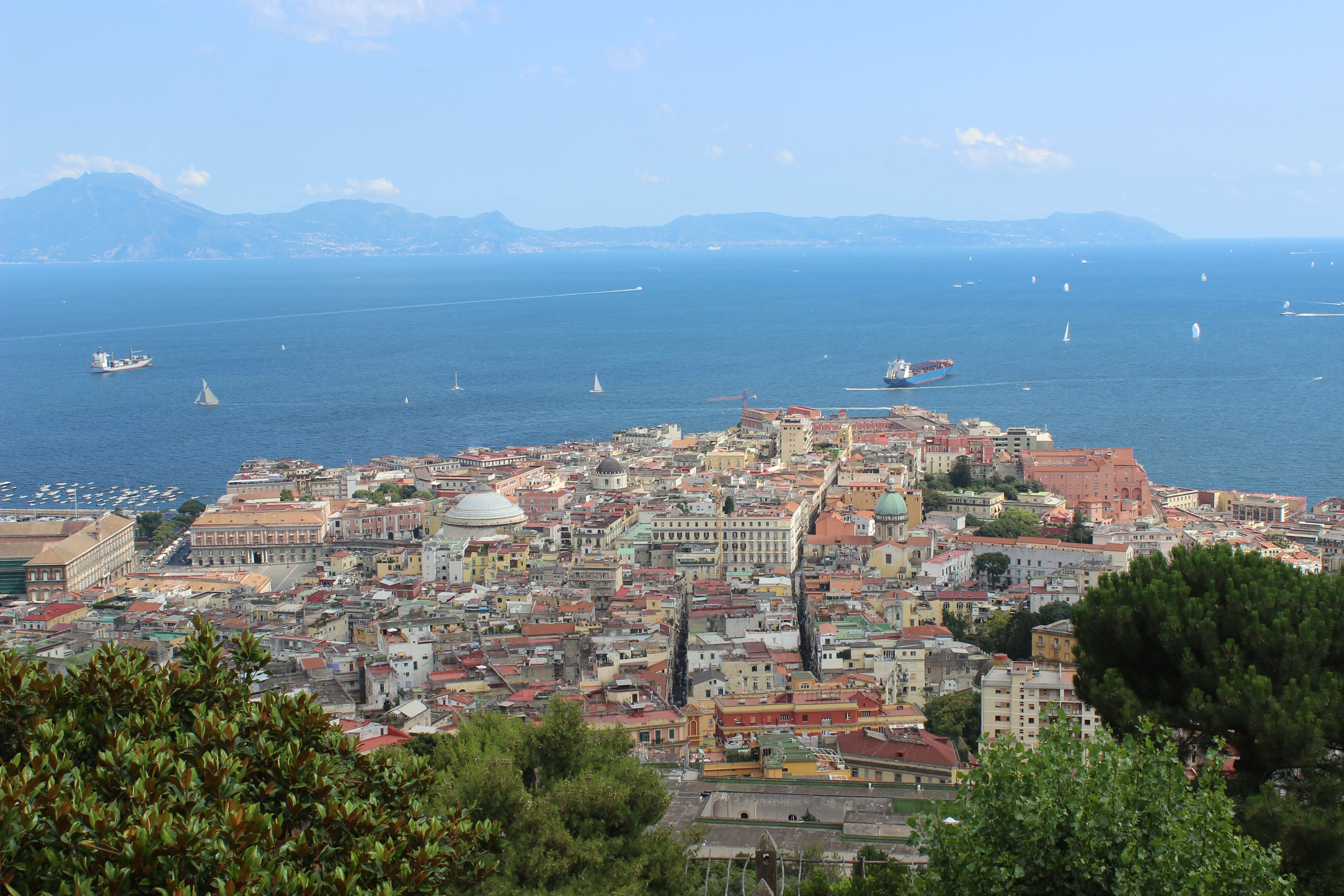
Photo de la colline de Pizzofalcone près de la Certosa di San Martino ; on reconnaît la grande taille du palais à côté de l'église de Santa Maria degli Angeli.
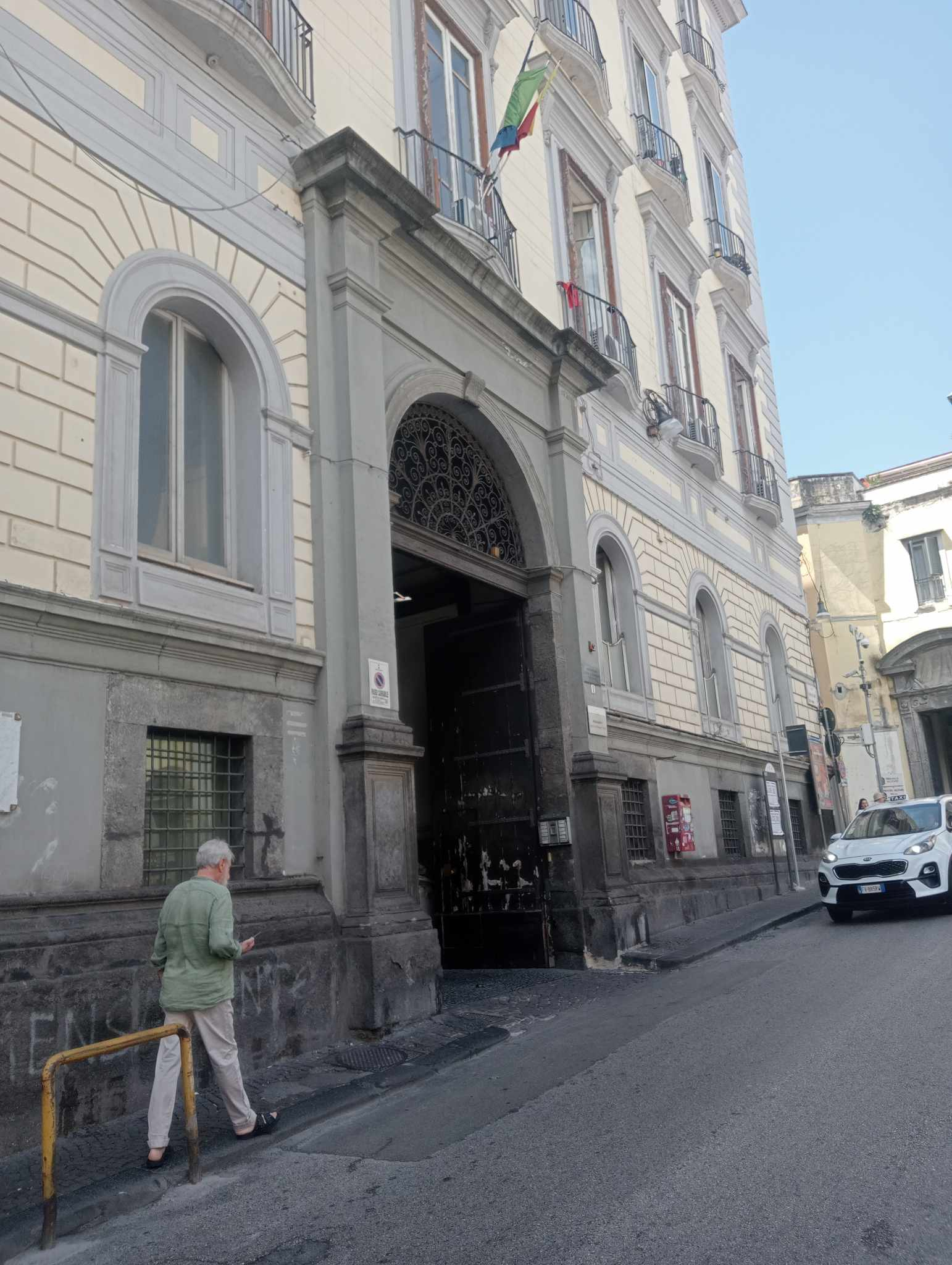
Le portail du palais.